# Odobenocetops
L'Odobenocetops (letteralmente, balena dall'aspetto di tricheco) era un cetaceo preistorico vissuto nel Pliocene nelle coste occidentali del Sudamerica.

## Un "delfino dal muso di tricheco"
Questo animale era un primitivo rappresentante della superfamiglia di cetacei comprendente delfini e tursiopi, anche se le parentele dell'Odobenocetops sono da ricercare presso la famiglia dei narvali e dei beluga. La caratteristica principale di questo cetaceo era costituita da due lunghissime zanne che si proiettavano all'indietro, sporgenti dalla mascella superiore. Il muso era largo e simile a quello di un tricheco, a causa delle strane zanne. L'Odobenocetops era lungo in media 2,10 m, e doveva pesare fino a 650 chilogrammi. Le articolazioni del collo mostrano che questo era molto flessibile, e poteva essere ruotato di circa 90 gradi. Questa caratteristica, insieme alle zanne e al muso largo, fanno ritenere che l'Odobenocetops fosse un animale di fondale, il cui cibo principale erano i gasteropodi che estraeva dal loro guscio grazie alla sua potente lingua.

## Un dente più lungo dell'altro

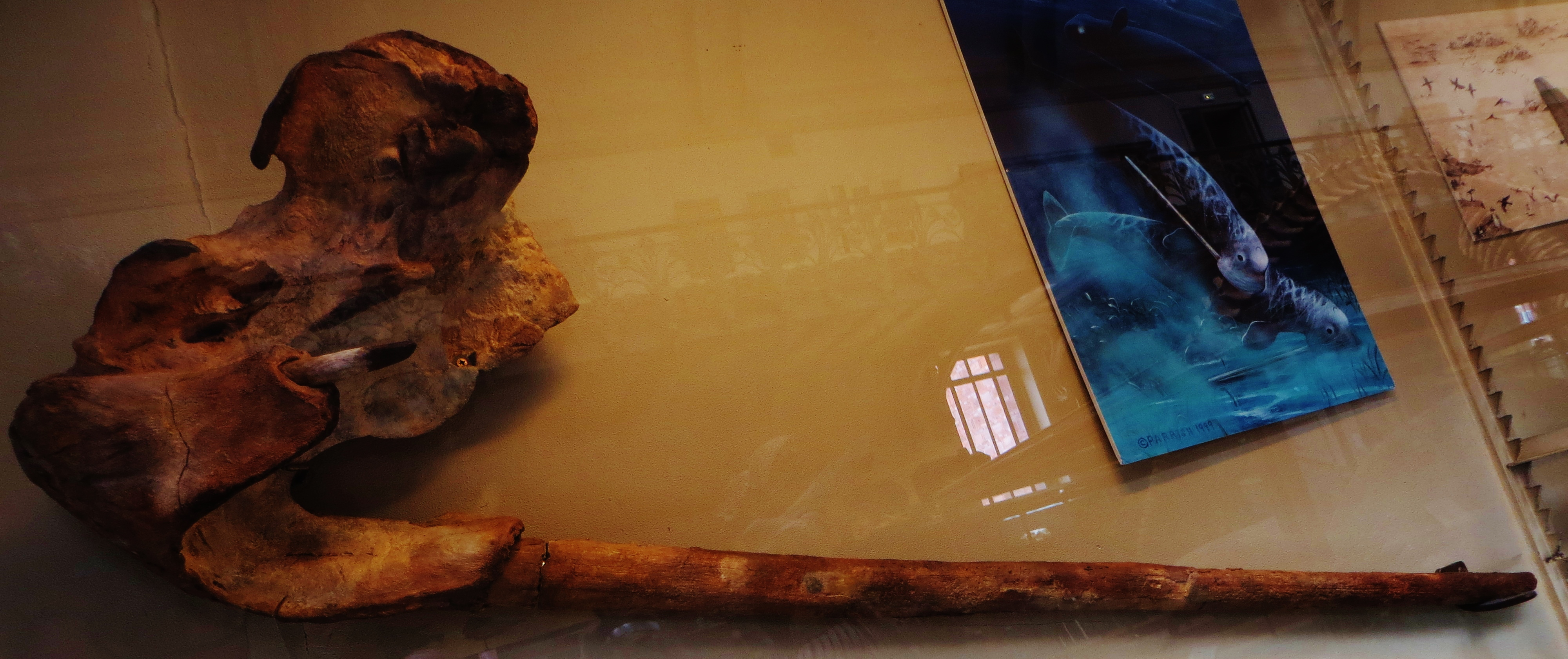
Cranio di Odobenocetops leptodon

La scoperta più sorprendente riguardante questo animale è quella di un cranio di un maschio appartenente alla specie Odobenocetops leptodon, dotato di una zanna ben più lunga dell'altra. Dal momento che questo cranio è l'unico maschile appartenente a questa specie finora rinvenuto, non si può supporre che questa caratteristica fosse presente in tutti i maschi di O. leptodon. Estremamente fragile, questa zanna doveva essere tenuta parallela al corpo, e potrebbe essere stata usata per ricercare il cibo o come organo di senso (in modo molto simile al lunghissimo dente del narvalo). Anche se questi due animali sono strettamente imparentati, si ritiene che lo sviluppo di queste due strutture simili sia un fenomeno di convergenza evolutiva.

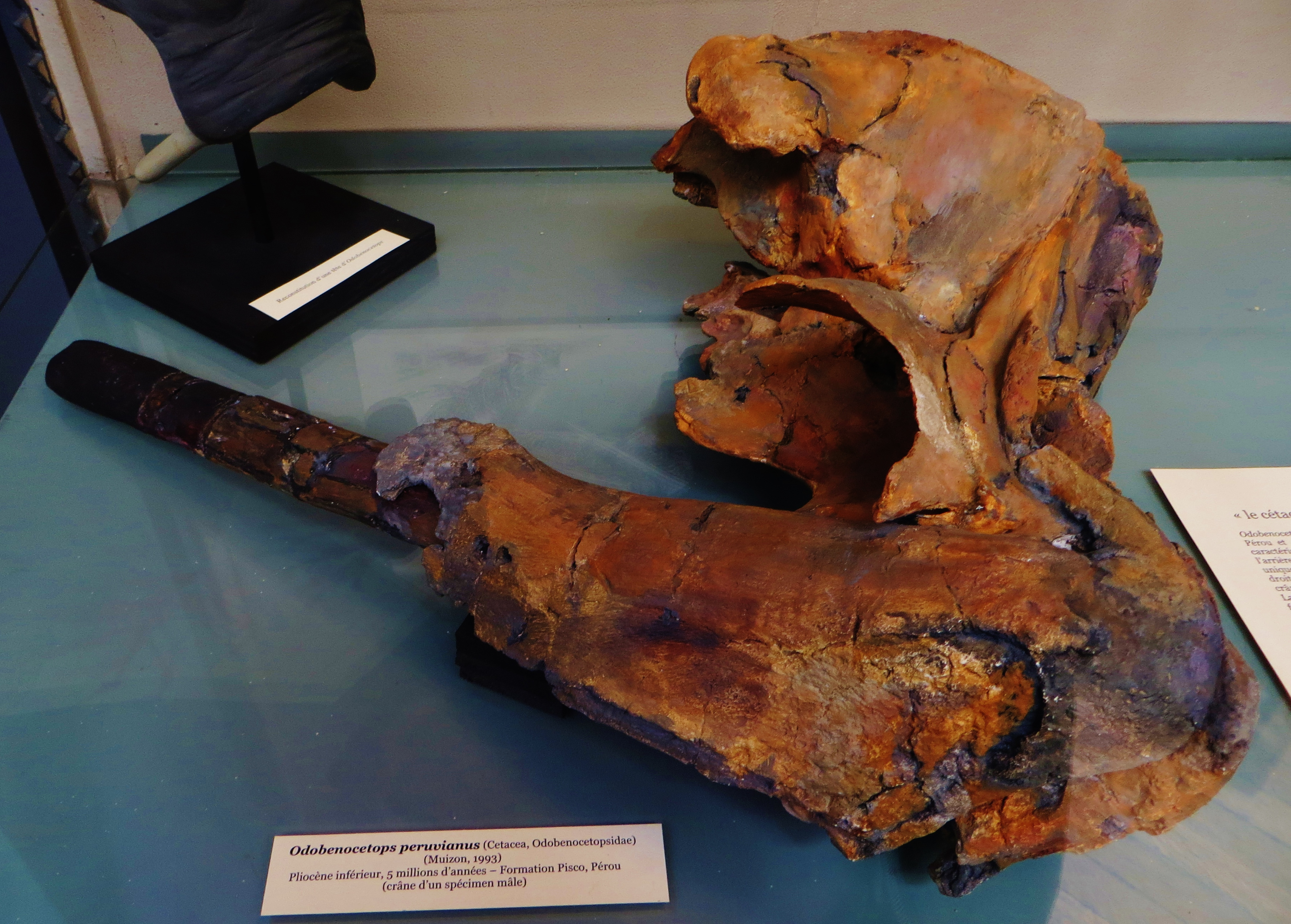
Cranio di Odobenocetops peruvianus

## Nella cultura di massa
l'Odobenocetops è apparso per la prima volta nella serie Mostri del mare, dove lo zoologo Nigel Marven lo illustra come una delle possibili prede dei piccoli del grande megalodonte. Nella puntata 2 (Nelle fauci della morte) Nigel avvista un maschio della specie Leptodon, ma subito dopo è attaccato da un giovane megalodonte (a cui riesce a sfuggire).